# Pieter Paulus
Pour les articles homonymes, voir Paulus.
Pieter Paulus, né le 9 mars 1753 à Axel et mort le 17 mars 1796 à La Haye, est un homme politique néerlandais. Meneur des patriotes bataves, il est considéré comme le fondateur de la démocratie et de l'unité des Pays-Bas.

## Biographie

### Carrière
Pieter Paulus est originaire d'une petite famille de Zélande. Son père est un échevin et bourgmestre du village d'Axel, sur la rive sud de l'Escaut occidental. Il étudie à l'internat de Bois-le-Duc de 1765 à 1767 puis à l'école latine de Flessingue de 1767 à 1770. En 1773, il publie un ouvrage dans lequel il critique le pouvoir du stathouder Guillaume V d'Orange et l'influence du duc de Brunswick, ouvrage grâce auquel il acquiert une certaine notoriété. Il part étudier à l'université d'Utrecht puis obtient un diplôme de droit à l'université de Leyde en 1775. Il s'installe alors comme avocat à La Haye. En 1777, il publie ce qui fait de lui l'un des théoriciens majeurs de la pensée politique de l'époque dans les Provinces-Unies, Verklaring van de Unie van Utrecht (déclaration de l'Union d'Utrecht).
Il se marie en 1781 avec la riche Françoise Vockestaert et acquiert la propriété de Pasgeld, près de Delft. Il devient un des meneurs des patriotes bataves, soutenant publiquement la municipalité d'Alkmaar qui avait pris une résolution limitant le pouvoir du stathouder. Le 7 avril 1785, il devient procureur à l'amirauté de la Meuse, à Rotterdam. Il travaille notamment à la réorganisation de la flotte, après la Quatrième guerre anglo-néerlandaise. Le 6 février 1788, après la répression prussienne de la Révolution batave, il est banni par les États généraux des Provinces-Unies pour ses activités patriotes, à l'instigation du grand pensionnaire de Hollande Laurens Pieter van de Spiegel, qui reconnaîtra avoir été injuste avec Paulus.

### Révolution et proclamation de la République

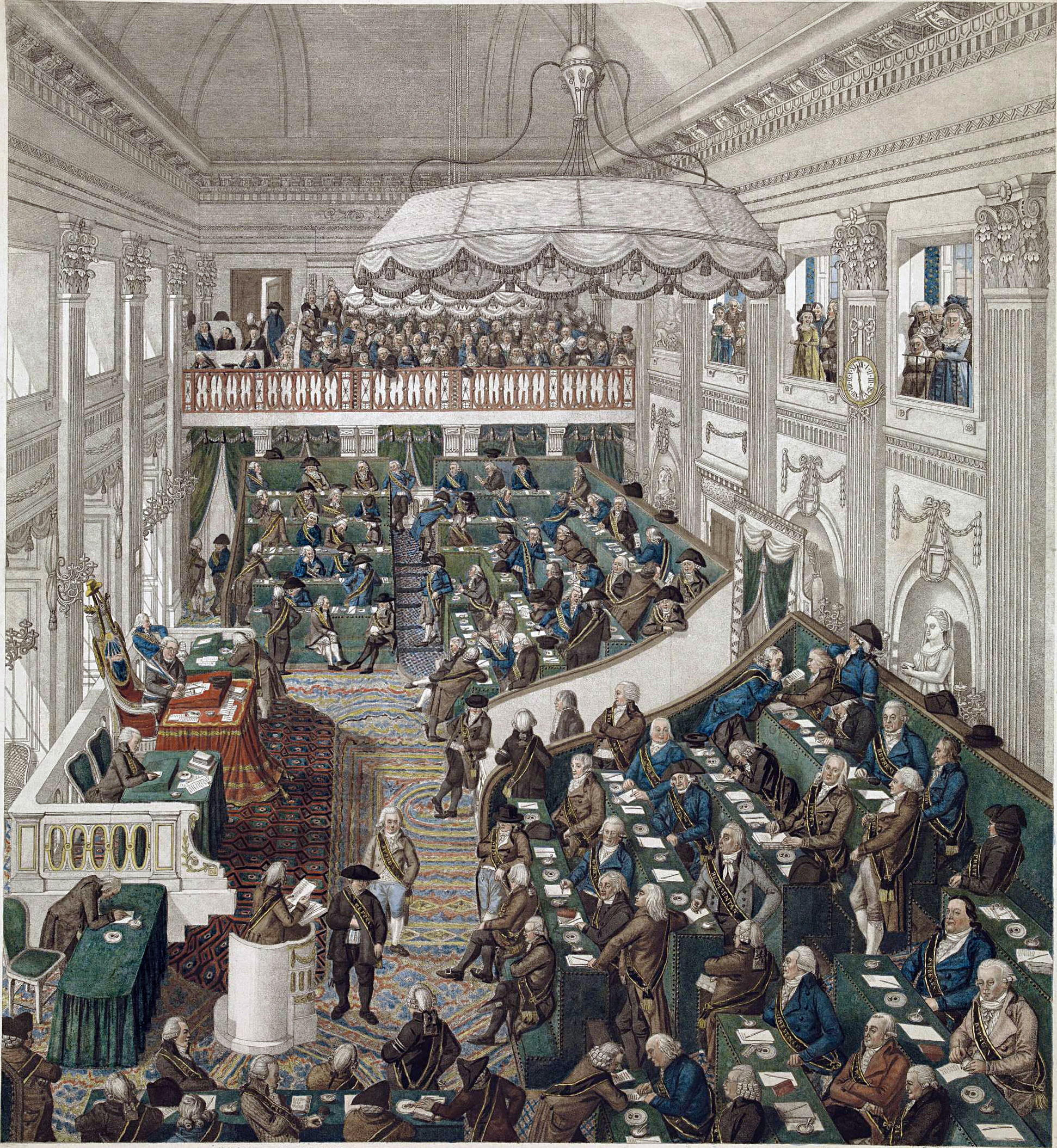
Pieter Paulus (centre gauche) en 1796 en tant que président de la première Assemblée nationale à La Haye. Gravure de George Kockers en 1797

Pieter Paulus s'exile à Paris en compagnie de son beau-frère. Il y fréquente de nombreux patriotes et est reçu avec égards par les autorités françaises. Favorable aux idées de la Révolution française, il publie un texte contre l'esclavage en 1793. 
Lorsqu'éclate la Révolution batave, au début de l'année 1795, il devient maire-adjoint de Rotterdam, le 21 janvier. Le 26 janvier, il devient représentant à l'assemblée provisoire de Hollande, qui le désigne pour siéger aux États généraux le 16 février. Fort de son expérience à l'amirauté de la Meuse, il siège au comité des Affaires maritimes et devient président des États généraux du 5 mars au mois de mai 1795. Il est désigné pour être l'un des négociateurs du traité de La Haye avec la France, avec Jacob Blauw, Caspar Meijer et Willem Anne Lestevenon. 

### Création de l'Assemblée nationale et fin de vie

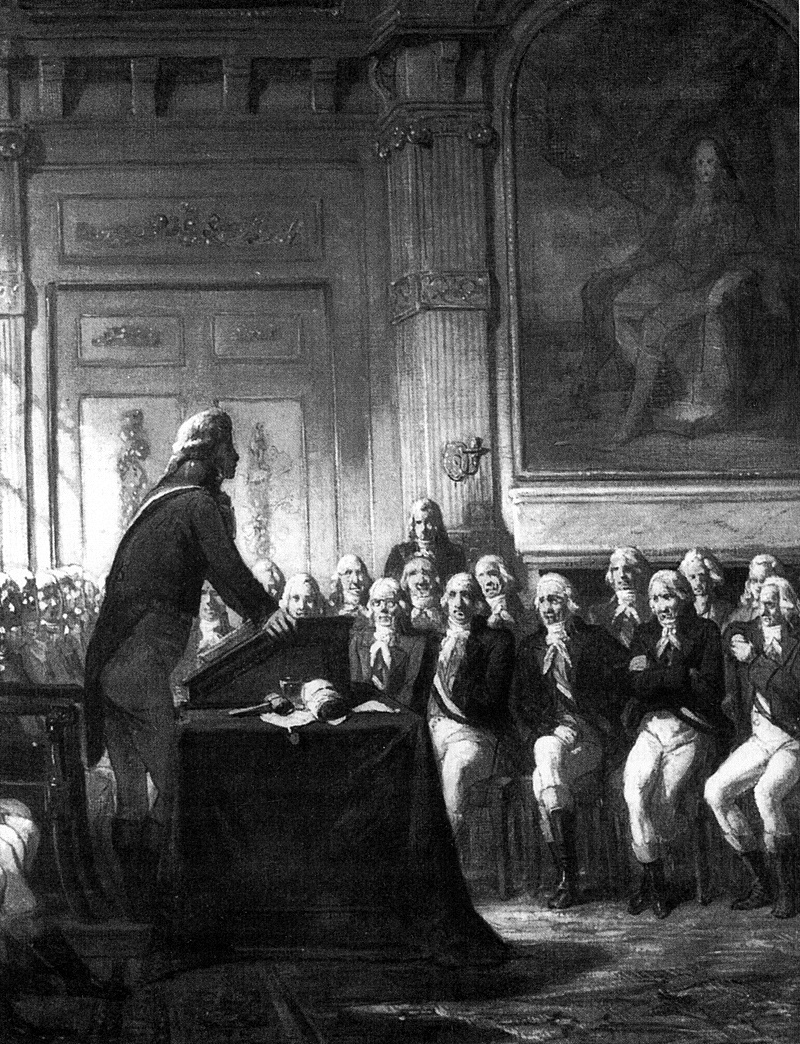
Pieter Paulus, en président de l'Assemblée nationale.

Il concentre ensuite ses efforts en faveur de la réunion d'une assemblée nationale de la République batave, ce qu'il parvient à obtenir finalement des États généraux en janvier 1796. Le 27 janvier, il est élu député de La Haye. Le 1er mars, jour de l'ouverture de la session, il est élu presque à l'unanimité président de l'assemblée. Cependant, il attrape froid au cours d'un défilé célébrant l'élection de la première assemblée nationale et meurt d'une pneumonie le 17 mars.

## Publications
- Het nut der stadhouderlijke regering aangetoond by gelegenheid der geboorte van Willem Frederik (1773)
- De origine, progressu et solutione nexus foedalis flandriam inter et zeelandiam (thèse de doctorat, 1775)
- Verklaring der Unie van Utrecht (4 volumes, 1775-1777)
- Wat het is, een vry volk te zyn (1783)
- Verhandeling over de vrage: in welken zin kunnen de menschen gezegd worden gelyk te zyn? en welke zijn de regten en pligten, die daaruit voordvloeien? (1793)